# Batracotossina
La batracotossina (BTX) è un alcaloide neurotossico estremamente potente, estratto dalla rana dorata ma presente anche in alcune specie di uccelli, come Ifrita kowaldi. Si tratta di una delle più potenti tossine naturali a parità di peso tra quelle conosciute, la più potente tra quelle di natura non peptidica. La sua LD50 nei ratti è di circa 2 µg/kg.
È circa quindici volte più potente del curaro e circa dieci volte più potente della tetrodotossina, ma è meno potente della tossina botulinica.